# Resandefolket
Resandefolket (schwed.; wörtlich ‚das reisende Volk‘) bzw. (de) reisende (norw.) sind Bezeichnungen für eine historische Bevölkerungsgruppe unklarer Definition in Schweden und Norwegen mit dem besonderen Merkmal der Dauermigration.
Die Fremdbezeichnung wird auch von Angehörigen der Gruppe als Selbstbezeichnung verwendet, nachdem sie anders als die konkurrierenden beiden Ethnonyme tattare und zigenare (schwed.) bzw. tatere und sigøynere (norw.) nicht abwertend verstanden werden muss. Mit Reisen ist eine historisch durch ökonomischen, rechtlichen und sozialen Ausschluss bedingte und soziokulturell verfestigte Form dauerhafter Binnenmigration gemeint, die familienweise ausgeübt wurde und z. T. noch wird.
Inzwischen wird häufig die Selbstbezeichnung Romanifolket (‚(das) Roma-Volk‘) verwendet.

## Etymologie
„Reisend“ im Namen bezeichnet in einem weiten Sinn sowohl Angehörige der ethnischen Gruppe der Roma als auch „Fahrende“ aus der schwedischen Mehrheitsbevölkerung, in unscharfer Abgrenzung voneinander. In einem enger gefassten Verständnis bezieht das Wort sich ausschließlich auf Roma. Die Forschung zum Thema ist wenig entwickelt, zu mehrheitsgesellschaftlichen Fahrenden aber kaum, so dass präzisere Definitionen nicht möglich sind.
Die genaue Herkunft von schwedisch zigenare (‚Zigeuner‘), einer gemeineuropäischen Fremdbezeichnung, ist nicht sicher. In der Regel jedoch wird als gemeinsame sprachliche Wurzel das griechische Wort atsinganoi als mutmaßlich korrumpierte Form des griechischen Wortes athinganoi ("Unberührbare") angenommen. So lautete der Name der im 9. Jahrhundert bezeugten gnostischen Sekte der Athinganen.
Tattare, das im Schwedischen als sehr herabsetzend gilt, leitet sich offenbar vom Namen für die Tataren ab. Dafür scheint eine volkstümliche Deutung von Roma als Tataren ausschlaggebend gewesen zu sein. Der sprachliche Bezug zu „Tatar“ findet sich so auch in Norddeutschland, im Norwegischen sowie – wenig gebräuchlich – im Dänischen mit ähnlichen Ethnonymen.
Die Wörter zigenare und tattare werden einerseits als Synonyme verwendet, andererseits gegeneinander abgegrenzt. Dabei ist tattare der weiter gefasste Begriff, der auch Nichtroma miteinschließen kann. Beide Etiketten werden heute in elaborierter Kommunikation, im offiziellen und offiziösen Sprachgebrauch kaum mehr verwendet. Sie wurden abgelöst durch romer, der schwedischen Pluralbildung zu rom, d. h. der Eigenbezeichnung der Roma, die auch resande verdrängt.

## Mehrheitsgesellschaftliche Unterscheidungen
In der politischen und administrativen Perspektive wird unterschieden zwischen schwedischen, finnischen, reisenden, nichtskandinavischen bzw. neuzugewanderten Roma. Die Zuordnungen sind nicht unumstritten. Sie überschneiden sich zum Teil oder sind in der zeitlichen Zuordnung fragwürdig.

## Geschichte
Die ersten Roma in Schweden sind für den Beginn des 16. Jahrhunderts bezeugt. Demnach besuchte eine große Gruppe 1512 Stockholm. In dem Bericht über das Ereignis ist von „tater“ die Rede.
Daneben gab es einen einheimischen Bevölkerungsteil, der aus ortsfesten Lebensverhältnissen herausgefallen war und mit Nischenerwerbsweisen migrierend zu leben gezwungen war.
Zwischen „fremden“ Einwanderern und der „Außenseitergruppe“ der norwegischen bzw. schwedischen Bauernbevölkerung trifft die Forschung keine klare Unterscheidung. Es heißt auch, die jeweiligen Deutungen seien gebunden an „Akteure mit widerstreitenden Interessen“ und demnach bis heute politisch nicht neutral zu fassen.
In der Frühen Neuzeit befanden sich Roma in Schweden in einer widersprüchlichen Situation. Einerseits waren sie nicht geduldet und angesichts von Einreiseverboten von Abschiebung oder Zwangsarbeit bedroht. Viele von ihnen wurden nach Finnland deportiert, das zum schwedischen Reich gehörte. Andererseits dienten viele Roma im schwedischen Militär und befanden sich dort in einem rechtlich definierten Schutzverhältnis. Von dort aus gelang ihnen zum Teil die Niederlassung mit dem Status von borgare (Bürgern). So ist es für das 18. Jahrhundert belegt für Nachfahren von aus Frankreich über Mitteleuropa zugewanderten Roma aus der Subgruppe der später so genannten Sinti.
So lässt Hans Jacob Christoffel von Grimmelshausen, ausgezeichneter Kenner des zeitgenössischen Militärs, in der Landstörtzerin Courasche im Dreißigjährigen Krieg eine „ziegeunerische Rott von den königsmarckischen Völckern“ auftreten, die sich „der schwedischen Hauptarmee“, angeschlossen habe. Hans Christoph Graf von Königsmarck war Obrist eines schwedischen Regiments. Nachdem im Münsteraner Friedensschluss Bremen an Schweden gefallen war, wurde die Stadt zu einem schwedischen Anwerbeort, an dem sich auch Roma einfanden. Die Dragonerschwadron unter Oberst Skantzenstierna bestand 1676 zu einem Drittel aus „tattare“. Es dürfte hier die Erklärung dafür liegen, dass manche lange in Schweden beheimatete Romafamilien typische Soldatennamen haben.

Im 19. Jahrhundert waren Reisende zunehmend mit administrativen Einschränkungen konfrontiert. Diese betrafen vor allem Handel und Landstreicherei. In der zweiten Hälfte des Jahrhunderts vergrößerte sich die Minderheit durch Zuwanderung von Kalderasch aus Osteuropa und aus Finnland. Die in der Mehrheitsgesellschaft gängigen antiziganistischen Klischees dieser Zeit finden sich in Werken bekannter schwedischer Autoren wie Victor Rydberg oder August Strindberg wieder. 

Zeittypische Perspektive: „Zigeuner“ als wild, primitiv und bedrohlich im „Zigeunerlager“, Schweden, ca. 1903

1914 versuchte ein Einreiseverbot für nichtschwedische Reisende, die weitere Immigration zu beenden („Gesetz betreffend ein Verbot für gewisse Ausländer, sich hier im Reich nicht aufzuhalten“). Es galt bis 1954.
In der Zwischenkriegszeit traten zu den bisherigen soziografischen Beschreibungs- und Erklärungsweisen rassenbiologische. Wissenschaft und Politik entdeckten die „Zigeunerfrage“. Damit einher gingen sozialpolitisch und ökonomisch begründete Vorschläge zur Sterilisierung von Roma als „Lösung“ dieser Frage. 1934 verabschiedete der schwedische Reichstag ein Sterilisierungsgesetz gegen „psychisch Minderwertige“, das 1941 um die medizinische und soziale Indikation erweitert wurde. Es gab eine breite Zustimmung zur Sterilisierung in der schwedischen Gesellschaft. Die beiden Hauptmotive waren Einsparungen von öffentlichen Mitteln und die Gesundung (sanering) der Bevölkerungsqualität. Zu den Befürwortern gehörten die in der Sozialdemokratie organisierten, bereits damals prominenten Wissenschaftler Alva und Gunnar Myrdal. Auch wenn anders als im nationalsozialistischen Deutschland nicht ethnische und soziale Gruppen kollektiv als Risikogruppen beschrieben und bedroht wurden, traf die Sterilisierung eine große Zahl Angehöriger der Minderheit der tattare. 1.755 der etwa 63.000 Sterilisierten gehörten der Gruppe an.
In den 1940er Jahren wurden Tausende als tattare oder zigenare unter dem Vorgeben registriert, dass das Land in den Krieg hineingezogen werden könnte. Eine der heutigen Selbstorganisationen, die Resande Folkets Riksorganisation, gibt an, um die Minderheit in diesem Fall nach Deutschland deportieren zu können.
Die Kenntnis der Massenverbrechen an „Zigeunern“ im von den Nationalsozialisten beherrschten Europa ließ die antiziganistischen Stereotype auch in der schwedischen Gesellschaft über das Ende des Nationalsozialismus hinaus zunächst unberührt. Dafür steht ein weithin beachteter Vorgang im Sommer 1948 in der Stadt Jönköping. Dort überfielen Angehörige der Mehrheitsbevölkerung das Wohnquartier der tattare, drangen in Wohnungen ein, zerstörten sie zum Teil und versuchten mit massiven Angriffen die Bewohner aus der Stadt zu vertreiben. Dabei verhielt sich die Polizei weitgehend passiv. Einige wenige Teilnehmer der tagelangen Krawalle, an denen Tausende teilnahmen, wurden festgenommen, ausnahmslos Reisende.
Seit den 1970er Jahren erweiterte sich die Minderheit um Arbeitsmigranten und Bürgerkriegsflüchtlinge vor allem aus dem östlichen Europa. Zumindest in diesem Fall ist es nicht gerechtfertigt, von „Reisenden“ zu sprechen.

## Heutige Situation
Die Minderheit wird heute von der schwedischen Regierung auf 40.000 bis 50.000 Menschen geschätzt. Wenig zuverlässig ist diese Angabe aber schon deshalb, weil offizielle schwedische Statistiken keine Aussagen zur ethnischen Herkunft treffen. Etwa 20.000 Reisende gelten als seit langem schwedisch. Eine Minderheit von 3.200 finnischen Kalé Roma bewegt sich seit Generationen zwischen Finnland und Schweden und eine zweite Minderheit von 2.500 Kalderasch ist seit etwa 100 Jahre aus Osteuropa zugewandert. Etwa 15.000 sind als „nichtnordische“ Roma erst seit den 1960er Jahren im Land. Im Zuge der Auflösung Jugoslawiens erhielten mindestens 5.000 Roma Asyl in Schweden. Viele der nichtnordischen Romafamilien haben biografische Erfahrungen aus der Verfolgung durch den Nationalsozialismus (Porajmos).
Seit den 1960er Jahren haben sich die schwedischen Roma weitgehend domiziliert. Sie leben meist in den großen Städten Stockholm, Göteborg und Malmö.
Viele resande sprechen inzwischen nurmehr Skandinavisches Romani (Romani rakripa), ein Para-Romani, das in seiner Syntax und Morphologie bereits überwiegend den zentralskandinavischen Sprachen zuzuordnen ist, in seinem Mischwortschatz aber noch einen hohen Anteil von Romani aufweist.
Im letzten Drittel des 20. Jahrhunderts entstand in Schweden mit Föreningen Resandefolket eine erste Selbstorganisation der Reisenden, die bis 1990 bestand. 1997 wurde sie neugegründet, spaltete sich aber über die Frage nach dem „Ursprung“ der Minderheit. Seit 2000 gibt es zwei Reichsvereinigungen: Resandefolkets Romanoa Riksorganisation sowie einen Riksförbundet Roma. In Norwegen entstand im Zuge „identitätspolitischer Mobilisierung“ 1995 die Romanifolkets Landsforening (RFL)
1998 entschuldigte sich die norwegische Regierung in einer öffentlichen Erklärung für ihre Mitverantwortung bei der repressiven Haltung der Heimatlosenmission der Norwegischen Kirche und bei den in deren „Kolonie“ Sandviken verübten Übergriffen gegen Reisende.
2000 entschuldigte sich die schwedische Regierung in einer öffentlichen Erklärung und übernahm die Verantwortung für die Repression gegen die Minderheit.
2000 ratifizierte Schweden die Rahmenvereinbarung des Europarats zum Schutz der nationalen Minderheiten und die Europäische Charta für regionale und Minderheitssprachen. Im Ergebnis sind Roma neben Samen, Schwedenfinnen, Tornedalern und Juden als eine von fünf nationalen Minderheiten in Schweden anerkannt. Ihre Sprache, das Romanes, ist – neben Finnisch, Meänkieli (Tornedalsfinnisch), Samisch, Jiddisch und der Gebärdensprache – eine der anerkannten nationalen Minderheitssprachen. 2002 wurde als die Regierung beratende Einrichtung der Rat für Romafragen begründet. Die Mehrheit der Mitglieder sind Roma. Ihm gehören daneben u. a. der Ombudsman gegen ethnische Diskriminierung und Vertreter des nationalen Integrationsbüros an. Vorsitzender ist der Minister für Demokratie und Integrationsfragen.
Während einerseits manche Reisende sich gesellschaftlich integrieren konnten, leben nach wie vor viele andere in einer schwierigen sozialen Situation. Roma haben größere Schwierigkeiten des Zugangs zu Bildungseinrichtungen, zum Arbeitsmarkt und zum Wohnungsmarkt als andere in Schweden.

## Autoren und Literatur aus der Minderheit
Unter den schwedischen Kalderasch war Dimitri Taikon nicht nur Oberhaupt eines großen Familienverbandes, er trat auch durch seine Erzählkunst hervor. Es gibt umfangreiche Aufzeichnungen seiner Interpretationen von Roma-Märchen sowie eigene Ausformungen von Märchen und Sagenstoffen.
- Dimitri Taikon, Taikon erzählt. Zigeunermärchen und -geschichten, aufgezeichnet von Carl Herman Tillhagen (übertragen von Edzard Schaper) Artemis-Verlag: Zürich 1948

Eine sehr bekannte Schriftstellerin mit Romaherkunft ist Katarina Taikon-Langhammer (1932–1995). Ihre Schwestern Rosa und Ingeborg Taikon haben europaweit einen Namen als Silberschmiedinnen.
- Katarina Taikon, Zigenare, Stockholm 1970
- Katarina Taikon, Katzizi, 7 Bände in deutscher Übersetzung [Thema: Leben eines Romamädchens in Schweden, autobiografisch], Mainz Verlag: Aachen 1999–2001

Der Schriftsteller Kjell Johansson kommt aus dem Milieu der Reisenden. Er hat in seiner Literatur biografische Erfahrungen verarbeitet.
- Kjell Johansson, Der Geschichtenmacher, München 1999, 2. Aufl.
- Jonathan Freud, Verfasser von Zigenare i Tanto und Uppbrott lebte viele Jahre als Jugendlicher zusammen mit Zigeunern. Seine Bücher schildern das Leben und Leiden des reisenden Volkes in den 30ern und 40er Jahren.

É Romani Glinda. Den romska Spegeln ist eine von der gleichnamigen Roma-Selbstorganisation publizierte und erarbeitete Netz-Zeitschrift, die regelmäßig über Roma in Skandinavien und anderen Regionen Europas informiert.